# Aleksy Kuziemski
Aleksy Kuziemski (Świecie, 9 de mayo de 1977) es un deportista polaco que compitió en boxeo.
Ganó una medalla de bronce en el Campeonato Mundial de Boxeo Aficionado de 2003 y una medalla de bronce en el Campeonato Europeo de Boxeo Aficionado de 2004, en el peso semipesado.
En marzo de 2005 disputó su primera pelea como profesional. En su carrera profesional tuvo en total 28 combates, con un registro de 23 victorias y 5 derrotas.

## Palmarés internacional
| Campeonato Mundial | Campeonato Mundial  | Campeonato Mundial | Campeonato Mundial |
| Año                | Lugar               | Medalla            | Categoría          |
| ------------------ | ------------------- | ------------------ | ------------------ |
| 2003               | Bangkok (Tailandia) | Medalla de bronce  | 81 kg              |
| Campeonato Europeo |                     |                    |                    |
| Año                | Lugar               | Medalla            | Categoría          |
| 2004               | Pula (Croacia)      | Medalla de bronce  | 81 kg              |